# Slava Marlow
Slava Marlow, właściwie Artiom Artiomowicz Gotlib (ros. Артём Артёмович Готлиб; ur. 27 października 1999) – rosyjski producent muzyczny, beatmaker i kompozytor, znany przede wszystkim ze swojej twórczości z Morgensternem.

## Życiorys

### Wczesne życie i edukacja
Artem Artemowicz Gotlib urodził się 27 października 1999 roku w Nowosybirsku (obwód nowosybirski, Rosja). Jego rodzice rozwiedli się, gdy był dzieckiem. Jego ojciec, Artem Markowicz Gotlib, był zastępcą dyrektora moskiewskiego Muzeum Historii Gułagu, a także członkiem Związku Dziennikarzy Federacji Rosyjskiej i Rosyjskiego Towarzystwa Geograficznego. Matka pracuje jako psychoterapeutka.
27 października 2012 Slava ukończył Szkołę Muzyczną w klasie fortepianu, przez około rok uczył się w klasie saksofonu.
Swój pierwszy utwór skomponował w 2015 roku, a 8 sierpnia 2016 roku stworzył swój kanał w serwisie YouTube.
Jego pierwszymi teledyskami były „Donut” (2016) i „Król Snapchata” (2017).
W 2018 roku, tuż po ukończeniu studiów, przeniósł się do Petersburga. Tam rozpoczął studia w Instytucie Filmu i Telewizji na Wydziale Sztuki ekranowej, na specjalności „producent filmowy i telewizyjny”. W 2019 przeniósł się do Moskwy i wziął urlop akademicki. 10 marca 2021 został zdymisjonowany decyzją administracji Instytutu, przyczyna nie została ujawniona.

## Kariera

### 2019-obecnie: Współpraca zMorgensternem, „Artem”, inne projekty
W październiku 2019 rozpoczął współpracę z rosyjskim raperem, producentem muzycznym i autorem tekstów Alisherem Morgensternem, co przyniosło mu szeroką sławę.
20 grudnia 2019 Morgenstern opublikował singiel „Yung Hefner”, który był pierwszym dziełem Alishera z Marlowem jako producent.
12 lutego 2020 roku wydał utwór „Tik Tok Challenge”, który stał się popularny w aplikacji TikTok. Użytkownicy sieci społecznościowej rozpowszechnili nowy trend pod hashtagiem „#ямогувоттаквот”. W sierpniu 2020 roku z wykorzystaniem tego utworu nakręcono ponad 700 tysięcy filmów.
3 sierpnia 2020 r. w wywiadzie dla magazynu Forbes Slava opowiedział o tym, jak zarobił pierwszy milion po przeprowadzce do Moskwy, prowadząc kursy beatmakingu.
22 października 2020 roku Slava opublikował podcast zatytułowany „Artem” (ros.: Артём) na swoim kanale YouTube. Powiedział, że jego prawdziwe nazwisko, które do tej pory było utrzymywane w tajemnicy, to Artem Artemowicz Gotlib, i że nieznani ludzie wyłudzili od niego w ciągu ostatniego roku duże sumy pieniędzy za ukrywanie tych informacji. Podzielił się historią ze swojego życia, gdy jego rodzice rozwiedli się i po pewnym czasie z nieujawnionego powodu nie kochał ojca. Z tego powodu przestał lubić swoje nazwisko, imię i drugie imię, po czym wymyślił pseudonim Slava Marlow i użył go zamiast swoich prawdziwych imion. W tym samym dniu solowy utwór „Znowu się upijam” znalazł się na szczycie listy przebojów Apple Music.
23 października 2020 r. Slava wydał minialbum „Artem”, w którym wzięli udział Morgenstern i Ełdżej .
W 2021 roku wraz z innym rosyjskim raperem Fedukiem wystąpili gościnnie w utworze brytyjskiego wokalisty Eda Sheerana
16 grudnia 2022 roku światło dzienne ujrzała jego trzecia płyta  „Tuzik" (ros.: Тузик).
W raz z dniem 13 czerwca 2025 po trzy letniej przerwie wydawniczej wypuścił album muzyczny z gatunku muzyki elektronicznej „ELF 1” (ros. ЭЛЬФ 1). Do promocji albumu raper wypuścił własną linię ubrań.

## Życie prywatne
28 września 2021 r. w wywiadzie dla dziennikarza i vlogera Jurija Dudy przyznał, że jest zakochany we vlogerce Karinie Karambaibi. Para spotyka się od lutego 2021 roku.

## Dyskografia

### Albumy studyjne
- 20 (2019)
- Тузик (2022)
- ЭЛЬФ 1 (2025)

### Minialbumy (EP)
- Galeria (ros.: Галерея) (2018)
- Artem (ros.: Артём) (2020)

### Utwory solowe
- Dziki zachód (ros.: Дикий запад) (2019)
- Nie komplikuj (ros.: Будь проще) (2019)
- No Problem (2020)
- Tik Tok challenge (ros.: Tik Tok челлендж) (2020)
- Szalony (ros.: Сумасшедший) (2020)
- Jesteś głupia, przepraszam (ros.: Ты дура, прости) (2020)
- Znowu się upijam (ros.: Снова я напиваюсь) (2021)
- Płoniesz jak ogień (ros.:Ты горишь как огонь)  (2021)
- CAMRY 3.5  (2021)
- BIZNES VUMEN (ros.:БИЗНЕС ВУМЕН) (2021)
- Zakazać (ros.:запретить) (2025)